# Brachmia
Brachmia is een geslacht van vlinders van de familie tastermotten (Gelechiidae).

## Soorten
- B. albinervis Gerasimov, 1928
- B. alienella (Walker, 1864)
- B. amphisticta Meyrick, 1914
- B. anisopa Meyrick, 1918
- B. antichroa Meyrick, 1918
- B. apricata Meyrick, 1913
- B. arulensis Rebel, 1929
- B. autonoma Meyrick, 1910
- B. ballotellus (Amsel, 1935)
- B. blandella

Puntvleugelpalpmot (Fabricius, 1798)
- B. brunnea (Bradley, 1961)
- B. brunneolineata Legrand, 1966
- B. carphodes Meyrick, 1908
- B. cenchritis Meyrick, 1911
- B. ceramochroa (Turner, 1919)
- B. circumfusa Meyrick, 1922
- B. consummata (Meyrick, 1923)
- B. convolvuli Walsingham, 1907
- B. craterospila Meyrick, 1923
- B. craticula Meyrick, 1921
- B. custos Meyrick, 1911
- B. deltopis Meyrick, 1920
- B. dilutiterminella (Gerasimov, 1930)
- B. dimidiella

Vossenkopmot (Denis & Schiffermüller, 1775)
- B. discoanulella (Chambers, 1875)
- B. ditemenitis Meyrick, 1934
- B. dolosa Meyrick, 1911
- B. dryotyphla Meyrick, 1937
- B. elaeophanes Meyrick, 1931
- B. episticta (Meyrick, 1905)
- B. fiscinata Meyrick, 1918
- B. fuscogramma Janse, 1960
- B. gerronella (Zeller, 1850)
- B. gershensonae Emelyanov & Piskunov, 1982
- B. graphicodes Meyrick, 1914
- B. hedemanni Caradja, 1920
- B. hemiopa Meyrick, 1921
- B. heterotoma Diakonoff, 1967
- B. impunctella Caradja, 1920
- B. inconspicua (Walsingham, 1891)
- B. infixa Meyrick, 1938
- B. infuscatella Rebel, 1940
- B. inornatella

Poeltjespalpmot (Douglas, 1850)
- B. inspersa (Meyrick, 1921)
- B. insuavis Meyrick, 1914
- B. insulsa Meyrick, 1914
- B. ioplaca Meyrick, 1934
- B. japonicella (Zeller, 1877)
- B. juridica Meyrick, 1911
- B. kyotensis (Matsumura, 1931)
- B. leucopla Meyrick, 1938
- B. leucospora Meyrick, 1938
- B. liberta Meyrick, 1926
- B. malacogramma Meyrick, 1909
- B. melicephala Meyrick, 1918

- B. metoeca (Meyrick, 1908)
- B. modicella (Christoph, 1882)
- B. monotona Caradja, 1927
- B. murinula Turati, 1930
- B. musicopa Meyrick, 1908
- B. nesidias Meyrick, 1911
- B. neurograpta Meyrick, 1921
- B. neuroplecta Meyrick, 1938
- B. obtrectata Meyrick, 1922
- B. officiosa (Meyrick, 1918)
- B. opaca Meyrick, 1927
- B. orthomastix Meyrick, 1931
- B. pantheropa Meyrick, 1913
- B. perumbrata Meyrick, 1918
- B. philochersa Meyrick, 1938
- B. philodema Meyrick, 1938
- B. planicola Meyrick, 1932
- B. procursella Rebel, 1903
- B. pseudozonula (Kuznetsov, 1960)
- B. ptochodryas Meyrick, 1923
- B. purificata (Meyrick, 1931)
- B. pyrrhoschista Meyrick, 1934
- B. quassata Meyrick, 1930
- B. radiosella (Erschoff, 1874)
- B. resoluta Meyrick, 1918
- B. robustella Rebel, 1910
- B. septella (Zeller, 1852)
- B. sigillatrix Meyrick, 1910
- B. sitiens (Meyrick, 1918)
- B. spilopis Meyrick, 1927
- B. stactopis Meyrick, 1931
- B. strigosa Meyrick, 1910
- B. subsignata Diakonoff, 1954
- B. superans (Meyrick, 1926)
- B. syntonopis Meyrick, 1923
- B. tepidata Meyrick, 1922
- B. ternatella (Staudinger, 1859)
- B. tetragonopa Meyrick, 1935
- B. tholeromicta Meyrick, 1931
- B. torva Meyrick, 1914
- B. trinervis (Meyrick, 1904)
- B. triophthalma Meyrick, 1910
- B. tristella (Snellen, 1901)
- B. vecors Meyrick, 1918
- B. velitaris Meyrick, 1913
- B. verberata Meyrick, 1911
- B. xeronoma Meyrick, 1935
- B. zonula (Gerasimov, 1930)